# 광주 서구의 국회의원

## 행정구역 변천
- 1973년 7월 1일 전라남도 광주시 서구 설치
- 1980년 4월 1일 서구 유동·누문동·북동·임동·신안동·용봉동·동림동·운암동·본촌동·일곡동·양산동·연제동·신용동·용두동·지야동·태령동·수곡동·효령동·용전동·용강동·생용동·월출동·대촌동·오룡동이 신설 북구에 편입, 동구 양림동·방림동·봉선동이 서구에 편입
- 1986년 11월 1일 광주직할시 서구
- 1995년 1월 1일 광주광역시 서구
- 1995년 3월 1일 서구 양림동·방림동·사동·구동·서동·월산동·백운동·노대동·진월동·덕남동·행암동·임암동·송하동·봉선동·주월동 일부가 남구로 분구

## 광주 서구의 역대 국회의원 일람
| 대수   | 이름           | 소속정당       | 임기                              | 선거구역 |
| ------ | -------------- | -------------- | --------------------------------- | --- |
| 제10대 | 이필선(李必善) | 신민당         | 1979년 3월 12일 ~1980년 10월 27일 | 광주시 동구·서구: 광주시 동구·서구 일원(제1선거구) |
| 제10대 | 김녹영(金祿永) | 민주통일당     | 1979년 3월 12일 ~1980년 7월 4일   | 광주시 동구·서구: 광주시 동구·서구 일원(제1선거구) |
| 제11대 | 지정도(池楨道) | 민주한국당     | 1981년 4월 11일 ~1985년 4월 10일  | 광주시 서구: 광주시 서구 일원(제2선거구) |
| 제11대 | 박윤종(朴潤鍾) | 민주정의당     | 1981년 4월 11일 ~1985년 4월 10일  | 광주시 서구: 광주시 서구 일원(제2선거구) |
| 제12대 | 김녹영(金祿永) | 신한민주당     | 1985년 4월 11일 ~1985년 7월 10일  | 광주시 서구: 광주시 서구 일원(제2선거구) |
| 제12대 | 이영일(李榮一) | 민주정의당     |                                   | 광주시 서구: 광주시 서구 일원(제2선거구) |
| 제13대 | 정상용(鄭祥容) | 평화민주당     | 1988년 5월 30일 ~1992년 5월 29일  | 서구 갑: 양1동, 양2동, 양3동, 농성1동, 농성2동, 광천동, 유덕동, 쌍촌동, 화정1동, 화정2동                                                                         |
| 제13대 | 박종태(朴鍾泰) | 평화민주당     | 1988년 5월 30일 ~1992년 5월 29일  | 서구 을: 양림동, 방림1동, 방림2동, 사구동, 서1동, 서2동, 월산1동, 월산2동, 월산3동, 월산4동, 월산5동, 백운1동, 백운2동, 주월1동, 주월2동, 효덕동, 송암동         |
| 제14대 | 정상용(鄭祥容) | 민주당         | 1992년 5월 30일 ~1996년 5월 29일  | 서구 갑: 양1동, 양2동, 양3동, 농성1동, 농성2동, 광천동, 유덕동, 쌍촌동, 화정1동, 화정2동, 화정3동                                                                |
| 제14대 | 임복진(林福鎭) | 민주당         | 1992년 5월 30일 ~1996년 5월 29일  | 서구 을: 양림동, 방림1동, 방림2동, 봉선동, 사구동, 서1동, 서2동, 월산1동, 월산2동, 월산3동, 월산4동, 월산5동, 백운1동, 백운2동, 주월1동, 주월2동, 효덕동, 송암동 |
| 제15대 | 정동채(鄭東采) | 새정치국민회의 | 1996년 5월 30일 ~2000년 5월 29일  | 서구: 서구 일원 |
| 제16대 | 정동채(鄭東采) | 새천년민주당   | 2000년 5월 30일 ~2004년 5월 29일  | 서구: 서구 일원 |
| 제17대 | 염동연(廉東淵) | 열린우리당     | 2004년 5월 30일 ~2008년 5월 29일  | 서구 갑: 양동, 양3동, 농성1동, 농성2동, 광천동, 유덕동, 치평동, 상무1동, 화정1동, 화정2동                                                                        |
| 제17대 | 정동채(鄭東采) | 열린우리당     | 2004년 5월 30일 ~2008년 5월 29일  | 서구 을: 화정3동, 화정4동, 서창동, 금호동, 풍암동, 상무2동 |
| 제18대 | 조영택(趙永澤) | 통합민주당     | 2008년 5월 30일 ~2012년 5월 29일  | 서구 갑: 양동, 양3동, 농성1동, 농성2동, 광천동, 유덕동, 치평동, 상무1동, 화정1동, 화정2동                                                                        |
| 제18대 | 김영진(金泳鎭) | 통합민주당     | 2008년 5월 30일 ~2012년 5월 29일  | 서구 을: 화정3동, 화정4동, 서창동, 금호1동, 금호2동, 풍암동, 상무2동                                                                                             |
| 제19대 | 박혜자(朴惠子) | 민주통합당     | 2012년 5월 30일 ~2016년 5월 29일  | 서구 갑: 양동, 양3동, 농성1동, 농성2동, 광천동, 유덕동, 동천동, 치평동, 상무1동, 화정1동, 화정2동                                                                |
| 제19대 | 오병윤(吳秉潤) | 통합진보당     | 2012년 5월 30일 ~2014년 12월 19일 | 서구 을: 화정3동, 화정4동, 서창동, 금호1동, 금호2동, 풍암동, 상무2동                                                                                             |
| 제19대 | 천정배(千正培) | 무소속         | 2015년 4월 30일 ~2016년 5월 29일  | 서구 을: 화정3동, 화정4동, 서창동, 금호1동, 금호2동, 풍암동, 상무2동                                                                                             |
| 제20대 | 송기석(宋基錫) | 국민의당       | 당선 무효                         | 서구 갑: 양동, 양3동, 농성1동, 농성2동, 광천동, 유덕동, 치평동, 상무1동, 화정1동, 화정2동                                                                        |
| 제20대 | 송갑석(宋甲錫) | 더불어민주당   | 2018년 6월 14일 ~2020년 5월 29일  | 서구 갑: 양동, 양3동, 농성1동, 농성2동, 광천동, 유덕동, 치평동, 상무1동, 화정1동, 화정2동                                                                        |
| 제20대 | 천정배(千正培) | 국민의당       | 2016년 5월 30일 ~2020년 5월 29일  | 서구 을: 화정3동, 화정4동, 서창동, 금호1동, 금호2동, 풍암동, 상무2동                                                                                             |
| 제21대 | 송갑석(宋甲錫) | 더불어민주당   | 2020년 5월 30일 ~2024년 5월 29일  | 서구 갑: 양동, 양3동, 농성1동, 농성2동, 광천동, 유덕동, 치평동, 상무1동, 화정1동, 화정2동                                                                        |
| 제21대 | 양향자(梁香子) | 더불어민주당   | 2020년 5월 30일 ~2024년 5월 29일  | 서구 을: 화정3동, 화정4동, 서창동, 금호1동, 금호2동, 풍암동, 상무2동                                                                                             |
| 제22대 | 조인철(趙寅喆) | 더불어민주당   | 2024년 5월 30일~                  | 서구 갑: 양동, 양3동, 농성1동, 농성2동, 광천동, 유덕동, 치평동, 상무1동, 화정1동, 화정2동, 동천동                                                                |
| 제22대 | 양부남(楊富男) | 더불어민주당   | 2024년 5월 30일~                  | 서구 을: 화정3동, 화정4동, 서창동, 금호1동, 금호2동, 풍암동, 상무2동                                                                                             |

## 같이 보기
- 전남 광주시의 국회의원
- 광주 북구의 국회의원
- 광주 동구의 국회의원
- 광주 남구의 국회의원
- 광주 광산구의 국회의원
- 서구 갑 (1988년 광주 선거구)
- 서구 을 (1988년 광주 선거구)
- 서구 (광주 선거구)
- 서구 갑 (2004년 광주 선거구)
- 서구 을 (2004년 광주 선거구)